# Uromyces sommerfeltii
Uromyces sommerfeltii ist eine Ständerpilzart aus der Ordnung der Rostpilze (Pucciniales). Der Pilz ist ein Endoparasit von Goldruten. Symptome des Befalls durch die Art sind Rostflecken und Pusteln auf den Blattoberflächen der Wirtspflanzen. Sie ist holarktisch verbreitet.

## Merkmale

### Makroskopische Merkmale
Uromyces sommerfeltii ist mit bloßem Auge nur anhand der auf der Oberfläche des Wirtes hervortretenden Sporenlager zu erkennen. Sie wachsen in Nestern, die als gelbliche bis braune Flecken und Pusteln auf den Blattoberflächen erscheinen.

### Mikroskopische Merkmale
Das Myzel von Uromyces sommerfeltii wächst wie bei allen Uromyces-Arten interzellulär und bildet Saugfäden, die in das Speichergewebe des Wirtes wachsen. Die Spermogonien und Aecien der Art sind unbekannt. Gleiches gilt für ihre Uredien, möglicherweise werden sie nicht ausgebildet. Die unterseitig auf den Oberflächen der Wirtsblätter und an Stängeln wachsenden Telien der Art sind schwarzbraun, dicht gruppiert, zusammenfließend und unbedeckt. Die klar kastanienbraunen Teliosporen sind einzellig, in der Regel eiförmig bis länglich ellipsoid, warzig und meist 27–33 × 17–23 µm groß. Ihre Stiele sind farblos und bis zu 55 µm lang.

## Verbreitung
Das bekannte Verbreitungsgebiet von Uromyces sommerfeltii reicht vom westlichen Nordamerika bis nach Europa.

## Ökologie
Die Wirtspflanzen von Uromyces sommerfeltii sind verschiedene Goldruten (Solidago sp.). Der Pilz ernährt sich von den im Speichergewebe der Pflanzen vorhandenen Nährstoffen, seine Sporenlager brechen später durch die Blattoberfläche und setzen Sporen frei. Die Art durchläuft einen wahrscheinlich mikrozyklischen Entwicklungszyklus, von dem bisher nur die Telien sowie deren Wirt bekannt sind. Ob sie einen Wirtswechsel vollzieht, lässt sich daher nicht sagen.